# Eroco

Mapa de la zona de Grecia central donde se ubican algunas de las principales ciudades de la antigua Fócida. Eroco estaba situada al noroeste, entre Lilea y Anficlea.

Eroco (en griego, Έρωχος) es el nombre de una antigua ciudad griega de Fócide. 
Durante las guerras médicas fue uno de los lugares destruidos por las tropas persas de Jerjes I, en el año 480 a. C.
La antigua ciudad, que no fue reconstruida tras ser nuevamente destruida en la guerra Focidia, estaba entre Caradra y Titronio, en la parte occidental del monte Citerón. Se localiza cerca de la actual población de Polídrosos, donde se han hallado restos de un santuario de Deméter.